# Orlove, Vîsokopillea
Orlove (în ucraineană Орлове) este localitatea de reședință a comunei Orlove din raionul Vîsokopillea, regiunea Herson, Ucraina.

## Demografie
Componența lingvistică a localității Orlove
     Ucraineană (92,34%)
     Rusă (6,74%)
     Alte limbi (0,76%)
Conform recensământului din 2001, majoritatea populației localității Orlove era vorbitoare de ucraineană (92,34%), existând în minoritate și vorbitori de rusă (6,74%).